# Seznam ultraprominentních vrcholů v Karibiku

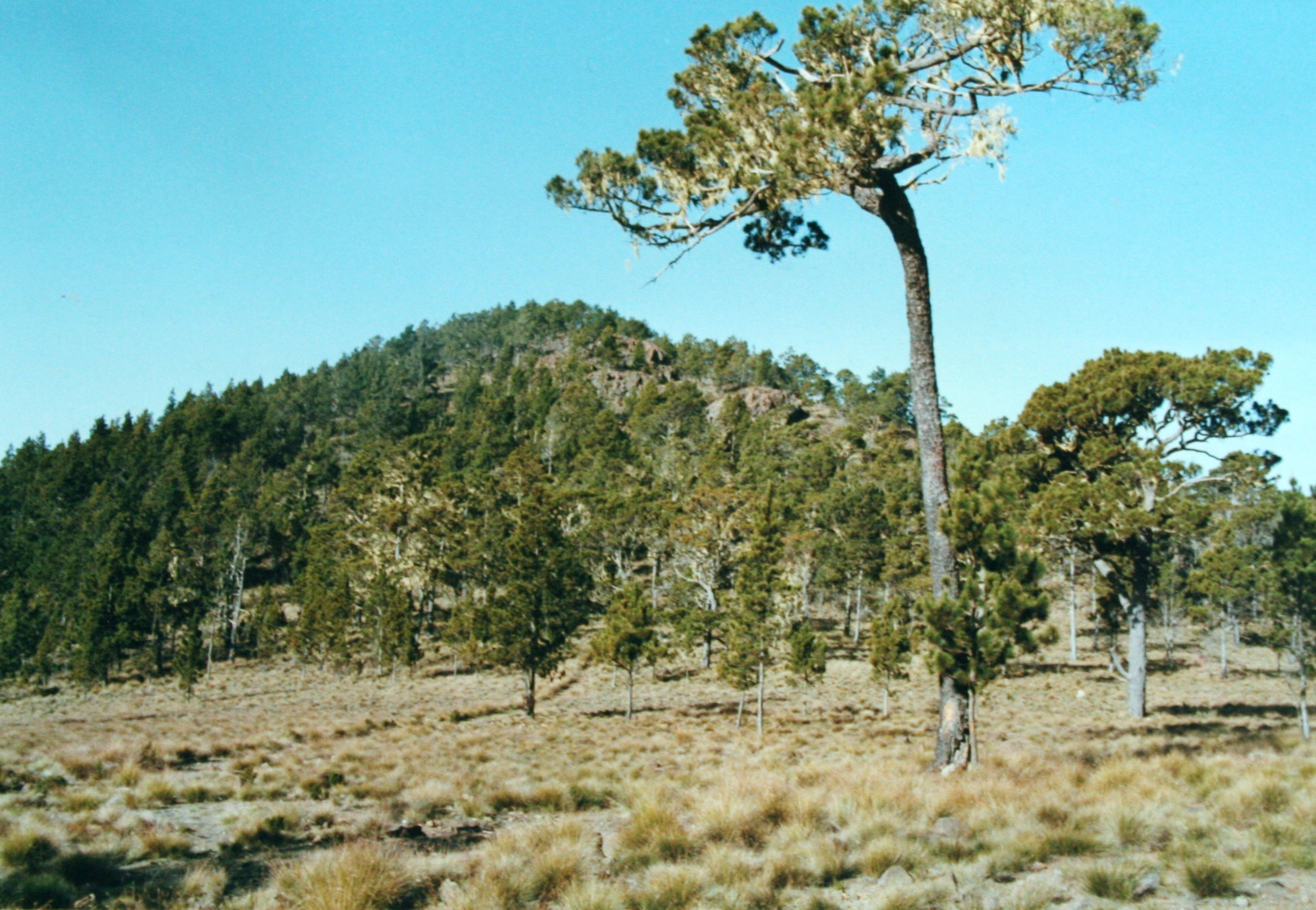
1. Pico Duarte

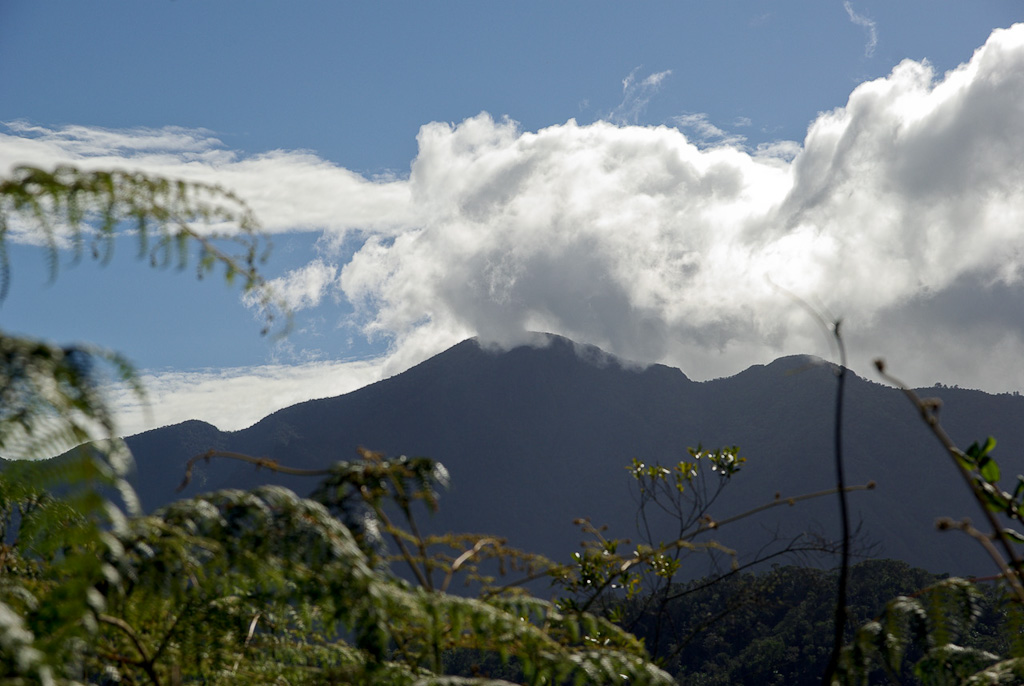
5. Pico Turquino

Toto je seznam ultraprominentních vrcholů v Karibiku. Ultraprominentní vrchol má prominenci (převýšení od sedla) nad 1500 m. Většina vrcholů (5 ze 7) se nachází na ostrově Hispaniola.
| #  | Vrchol                  | Země                   | Výška  | Promi nence | Izolace |
| -- | ----------------------- | ---------------------- | ------ | ----------- | ------- |
| 1. | Pico Duarte             | Dominikánská republika | 3098 m | 3098 m      | 941 km  |
| 2. | Pic la Selle            | Haiti                  | 2680 m | 2650 m      | 127 km  |
| 3. | Blue Mountain Peak      | Jamajka                | 2256 m | 2256 m      | 272 km  |
| 4. | Pic Macaya              | Haiti                  | 2347 m | 2087 m      | 216 km  |
| 5. | Pico Turquino           | Kuba                   | 1974 m | 1974 m      | 219 km  |
| 6. | Loma Gajo en Medio      | Dominikánská republika | 2279 m | 1779 m      | 057 km  |
| 7. | Loma Alto de la Bandera | Dominikánská republika | 2842 m | 1502 m      | 045 km  |